# Provincia de Tapoa
Tapoa es una de las 45 provincias de Burkina Faso, su capital es Diapaga.

## Departamentos (población estimada a 1 de julio de 2018)
La provincia está dividida en departamentos:
- Botou 69,298
- Diapaga 48,951
- Kantchari 85,784
- Logobou 90,741
- Namounou 20,976
- Partiaga 75,949
- Tambaga 59,998
- Tansarga 55,171